# Concòrdia
Concòrdia (katalanisch für „Eintracht“) ist eine progressive Partei im Fürstentum Andorra. Sie wurde 2022 gegründet mit dem Ziel, bei den Generalratswahlen 2023 anzutreten.

## Programmatik
Die Partei nennt als ihre Forderungen die „Verbesserung der Lebensqualität, Respekt vor dem natürlichen und kulturellen Erbe, Gerechtigkeit, Chancen- und Geschlechtergleichheit“ sowie die „Förderung einer innovativen, harmonischen und prosperierenden Wirtschaft.“
Dafür schlägt sie vor, ausländische Investitionen im Immobiliensektor einzudämmen und den Mietpreis zu regulieren. Sie bezeichnet sich selbst als pro-europäisch, steht dem Assoziierungsabkommen der Europäischen Union allerdings kritisch gegenüber.

## Wahlen
Ein Jahr nach der Parteigründung trat sie bei den Wahlen zu dem Consell General de les Valls an. Aus dem Stand erhielt sie 21,43 %. Damit ist sie zweitstärkste Kraft und mit 5 Sitzen im Parlament stärkste Oppositionspartei. Parteivorsitzender Cerni Escalé kündigte nach den Wahlen eine „konstruktive, aber mutige und bürgernahe Opposition“ an und zeigte sich sehr zufrieden mit dem Ergebnis.